# Paul Löblich

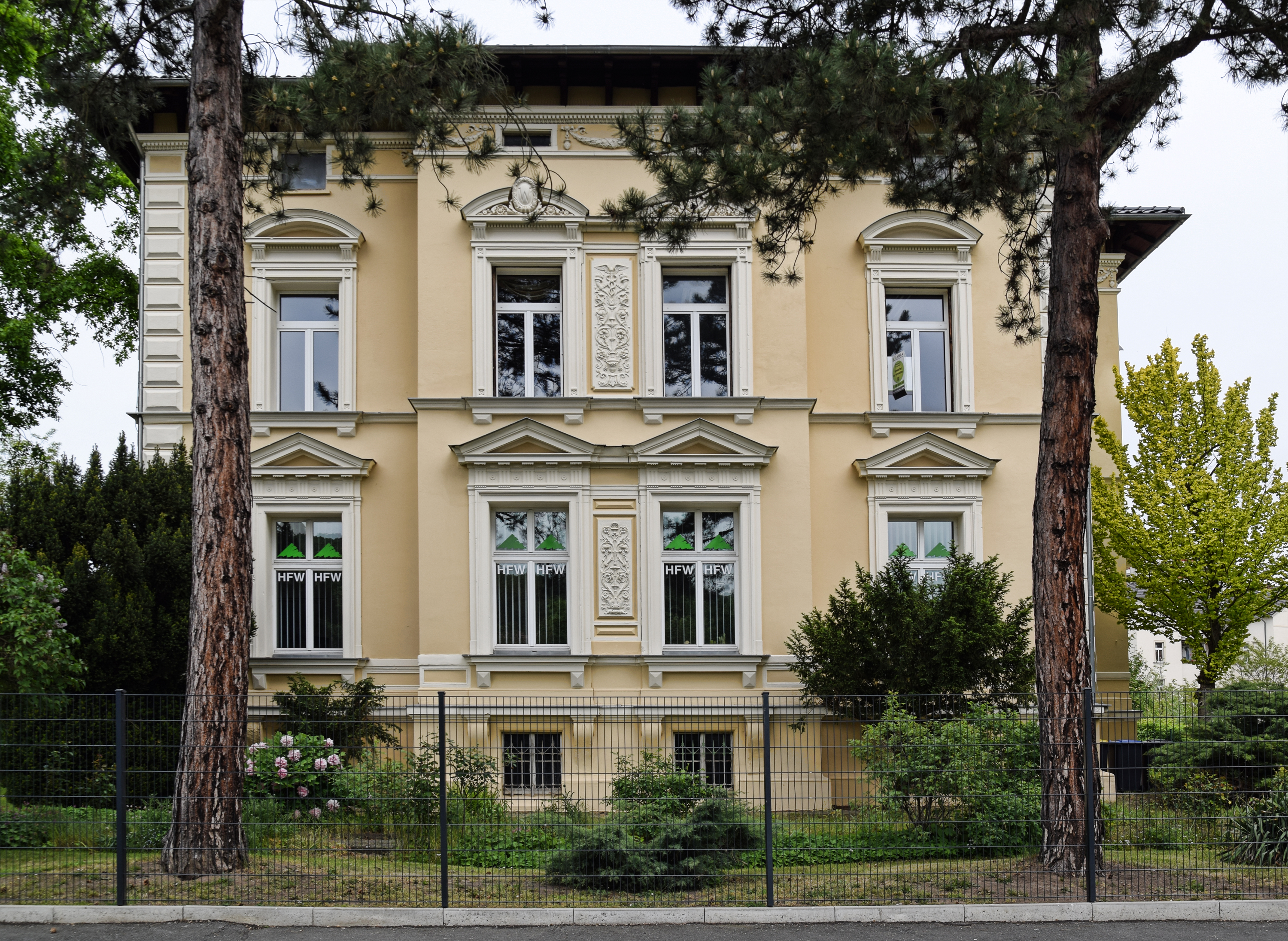
Die Villa Löblich in der Geraer Hainstraße 22 (1881–1882)

Christian Paul Löblich (* 7. September 1836 in Gera; † 3. September 1897 ebenda) war ein deutscher Kaufmann und Politiker.

## Leben
Löblich war der Sohn des Tuchscherermeisters Friedrich August Löblich in Gera und dessen Ehefrau Dorothea Friederike geborene Gutmann. Löblich, der evangelisch-lutherischer Konfession war, heiratete am 4. September 1864 in Gera Laura Antonie Häußler (* 1. März 1843 in Gera; † 30. Dezember 1917 ebenda), die Tochter des Besitzers der Klotzmühle Ernst August Häußler in Gera.
Löblich war Kaufmann und Fabrikant in Gera. 1865 gründete er dort gemeinsam mit Carl Josephson ein Kammwollwarengeschäft.
Von 1872 bis 1877 und von 1884 bis 1898 war er Mitglied im Gemeinderat von Gera. Vom 27. Oktober 1889 bis zum 12. September 1895 war er Mitglied im Landtag Reuß jüngerer Linie.
1881 bis 1882 ließ er sich die Villa Löblich von Max Pommer errichten.